# Phyllodactylus transversalis
Phyllodactylus transversalis este o specie de șopârle din genul Phyllodactylus, familia Gekkonidae, descrisă de Huey 1975. Conform Catalogue of Life specia Phyllodactylus transversalis nu are subspecii cunoscute.